# Божениново
Божениново — деревня в Тульской области России. С точки зрения административно-территориального устройства входит в Ботнинский сельский округ, Алексинский район. В плане местного самоуправления входит в состав муниципального образования город Алексин.

## География
Божениново находится в северо-западной части региона, в пределах северо-восточного склона Среднерусской возвышенности, в подзоне широколиственных лесов, при региональной автодороге 70К-021,  южнее дер. Ботня, от которой отделена проходящей с запада на восток дорогой 70К-015  на расстоянии примерно 6 километров (по прямой) к востоку от города Алексина, административного центра округа.
Абсолютная высота — 213  метров над уровнем моря.

### Климат
Климат на территории Божениново, как и во всём районе, характеризуется как умеренно континентальный, с ярко выраженными сезонами года. Средняя температура воздуха летнего периода — 16 — 20 °C (абсолютный максимум — 38 °С); зимнего периода — −5 — −12 °C (абсолютный минимум — −46 °С).
Снежный покров держится в среднем 130—145 дней в году.
Среднегодовое количество осадков — 650—730 мм.

## История
По ревизии 1709 г. в составе Подгородного стана Алексинского уезда, было вотчиной окольничьего М. Т. Лихачева, называлось Бужаниново.
По состоянию на 1913 г. — сельцо в составе Стрелецкой волости Алексинского уезда. 
Было приписано к церковному приходу Серебрянь.

## Население
| 2010 |
| ---- |
| 16   |

Согласно результатам переписи 2002 года, в национальной структуре населения русские составляли 100 % из 38 чел..  

## Инфраструктура
Обслуживается отделением почтовой связи 301360.
Личное подсобное хозяйство (на апрель 2023 года 14 домов).

## Транспорт
Просёлочная дорога.